# Krzysztof Siwczyk
Krzysztof Siwczyk (ur. 26 lipca 1977 w Knurowie) – polski poeta, współtwórca grupy poetyckiej Na Dziko, pracownik Instytutu Mikołowskiego, recenzent literacki. W „Polityce” ukazują się jego felietony.

## Życiorys
Absolwent V Liceum Ogólnokształcącego w Gliwicach. Studiował kulturoznawstwo na Uniwersytecie Śląskim.
Debiutował w 1995 tomem Dzikie dzieci. Laureat wielu nagród poetyckich (m.in. nagrody Czasu Kultury za najlepszy debiut poetycki w 1995, nagrody im. Jacka Bierezina w 1995, nagrody Fundacji Kultury w 1999).
Zagrał dwie główne role: w filmie Lecha Majewskiego pt. Wojaczek (1999) i w filmie Adama Sikory pt. Wydalony (2010).
Był członkiem Stowarzyszenia Pisarzy Polskich do sierpnia 2020 roku.
Mieszka w Gliwicach.

## Książki poetyckie
- Dzikie dzieci (Stowarzyszenie Pisarzy Polskich Oddział w Łodzi, 1995)
- Emil i my (Wydawnictwo Czarne, 1999)
- Dane dni (Biuro Literackie, 2001)
- Wiersze dla palących (Instytut Mikołowski, 2001)
- Zdania z treścią (Biuro Literackie, 2003)
- W państwie środka (Biuro Literackie, 2005)
- List otwarty. Wiersze zebrane 1995-2005 (Biuro Literackie, 2006)
- Centrum likwidacji szkód (Biuro Literackie, 2008)
- Koncentrat (WBPiCAK, 2010)
- Gdzie indziej jest teraz (wybór wierszy, WBPiCAK, 2011)
- Gody (WBPiCAK, 2012)
- Dokąd bądź (Wydawnictwo a5, 2014)
- Jasnopis (Wydawnictwo a5, 2016)
- Mediany (Wydawnictwo a5, 2018)
- Osobnikt (Wydawnictwo a5, 2020)
- Krematoria I / Krematoria II (Wydawnictwo Austeria, 2021)
- Krematoria III (Wydawnictwo Austeria, 2022)
- Ludzie z taksydermii (Wydawnictwo Literackie, 2024)

## Książki krytyczno-literackie, eseistyczne i prozatorskie
- Ulotne obiekty ataku (Instytut Mikołowski, 2010)
- Kinkiety w piekle (Instytut Mikołowski, 2012)
- Koło miejsca / Elementarz (Czytelnia Sztuki, 2016)
- Bezduch (Wydawnictwo Austeria, 2018)
- Manuał. Felietony i szkice z lat 2013-2019 (WBPiCAK, 2020)
- Sygnał w zenicie (Wydawnictwo Austeria, 2022)
- Manuał II. Felietony, szkice, portrety z lat 2020-2022 (WBPiCAK, 2024)
- Na przecięciu arterii (Biuro Literackie, 2024)

## Nagrody i wyróżnienia
- 1995 – laureat „Czasu Kultury”[1]
- 1995 – laureat Ogólnopolskiego Konkursu Poetyckiego im. Jacka Bierezina za tom Dzikie dzieci[3]
- 1999 – laureat Fundacji Kultury[1]
- 2000 – Nagroda Publiczności w kategorii Najlepsza rola aktorska (Wojaczek, 1999) na Ogólnopolskim Festiwalu Sztuki Filmowej Prowincjonalia[4]
- 2000 – nominowany do Europejskiej Nagrody Filmowej (od 1997) w kategorii Najlepszy europejski aktor roku (Wojaczek, 1999) przez Europejską Akademię Filmową[5]
- 2003 – laureat Poznańskiego Przeglądu Nowości Wydawniczych
- 2011 – nominacja do Wrocławskiej Nagrody Poetyckiej „Silesius” za tom Koncentrat[6]
- 2014 – laureat Nagrody Fundacji im. Kościelskich[7]
- 2015 – nominacja do Wrocławskiej Nagrody Poetyckiej „Silesius” za tom Dokąd bądź[8]
- 2017 – Nagroda Literacka Gdynia w kategorii esej za Koło miejsca / Elementarz[9]
- 2019 – nominacja do Wrocławskiej Nagrody Poetyckiej „Silesius” za tom Mediany[10]
- 2022 – Laureat Wrocławskiej Nagrody Poetyckiej „Silesius” za tom Krematoria I / Krematoria II[11]
- 2022 – nominacja do Nagrody Poetyckiej im. Wisławy Szymborskiej za tom Krematoria I / Krematoria II[12]
- 2025 – nominacja do Nagrody Poetyckiej im. Kazimierza Hoffmana „Kos” za tom Ludzie z taksydermii[13]
- 2025 – nominacja do Wrocławskiej Nagrody Poetyckiej „Silesius” za tom Ludzie z taksydermii[14]